# 美少女戦士セーラームーン (ミュージカル)
『美少女戦士セーラームーン』（びしょうじょせんしセーラームーン、略称：セラミュ） は、武内直子の漫画『美少女戦士セーラームーン』を原作としたミュージカル。
メディアミックスとして原作漫画やテレビアニメと並行し、バンダイ主催で1993年から2005年にかけて上演されたバンダイ版、25周年プロジェクトの一つとして2013年から2017年にかけてドワンゴ・ネルケプランニング主催で上演されたネルケ版、2018年・2019年・2024年に上演され乃木坂46メンバーが主要キャストを務めた乃木坂46版、2021年に上演された新シリーズ版、2018年から上演されているSuper Live版がある。

## 略歴

### バンダイによる公演（1993年 - 2005年）
殺陣や発火装置などヒーローショーの要素を取り入れたファミリー向けミュージカルで、2002年春公演の時点で観客動員数は述べ46万人。1年間にオリジナルと改訂版の計二回の本公演と春・秋に『ファン感謝イベント』という楽曲ライブ主体のイベントを行っていた。グランドテーマソングは「La Soldier（ラ・ソウルジャー）」（詳しくは後述）。
旧作アニメ『美少女戦士セーラームーンR』放送中の1993年夏に上演された『美少女戦士セーラームーン 外伝ダーク・キングダム復活篇』が初演。このバンダイ版は、旧作アニメ版のキャラクター設定をベースに原作漫画版の設定の一部が使われ、旧作アニメ版の劇伴のイメージを踏襲したフルオーケストラの伴奏と原作漫画版の女性観を踏襲した歌詞による楽曲を特徴とする。 3年目まではすべての公演をソフト化する予定が無かったようで、1993年冬の『ダーク・キングダム復活編 改訂版』、1994年春〜1995年春の『S 変身・スーパー戦士への道』（改訂前・改訂版いずれも）は映像が残っていない。
初代セーラー5戦士役にはアイドルグループの桜っ子クラブさくら組のメンバーが起用され、大山アンザが初代セーラームーン／月野うさぎ役を務めた。その後代替わりし、出演俳優から原史奈（2代目セーラームーン／月野うさぎ役）、木村多江（悪役・初代フィッシュ・アイ役）、浦井健治（6代目タキシード仮面／地場衛役）、城田優（7代目タキシード仮面／地場衛役）、天野浩成（4代目タキシード仮面／地場衛役）、多部未華子（2代目セーラースターヒーラー／夜天光役）、渡辺舞（11代目セーラージュピター／木野まこと役）を輩出している。
製作スタッフ
作曲は初演『外伝 ダーク・キングダム復活篇』から同改訂版まで小坂明子とつのごうじの2人体制だが、1994年夏『S〜うさぎ・愛の戦士への道〜』から小坂の単独になり、13年間で全456曲を作曲。小坂はのちに音楽監督も務めた。
作詞は初演から2000年初冬『新 / 変身・スーパー戦士への道 ラストドラクル序曲』まで冬杜花代子が単独 で担当したが、2000年夏『決戦 / トランシルバニアの森 〜新登場! ちびムーンを護る戦士達〜』からは斉樹潤哉との2人体制になり、2003年5月の冬杜逝去をうけて、2003年夏『スターライツ・流星伝説』以降の新曲は全て斉樹が作詞をした。冬杜の最後の担当楽曲は『無限学園〜ミストレス・ラビリンス〜』の公演主題歌「HEREAFTER…」である。
初演から同改訂版までの演出を野伏翔、初演から1994年夏『S〜うさぎ・愛の戦士への道〜』までの脚本を旧作アニメ版の初代シリーズ構成だった富田祐弘が担当。1994年冬『S〜変身・スーパー戦士への道〜』からは平光琢也が脚本・演出を担当する。この頃から「月刊ミュージカル」など演劇専門誌に特集記事が組まれ、玩具誌の「ハイパーホビー」には定期連載のページが作られてキャストインタビューや公演レポートが掲載された。1999年春『かぐや島伝説』では奥村達夫が脚本・演出を担当。1999夏『かぐや島伝説【改訂版】夏休み!! 宝石探検隊』以降は斉樹潤哉が総合演出・脚本を取り仕切るようになるが、従来ファンからは「ストーリーが難解すぎる」と非難を浴びた。
キャスト
前述の通り、初代セーラー5戦士役にはアイドルグループ桜っ子クラブさくら組のメンバーが起用され、初代セーラームーン役を大山アンザ（現・ANZA）が務めた。この時のメンバーは、初代セーラーマーキュリー／水野亜美役の森野文子、初代セーラーマーズ／火野レイ役の中山博子、初代セーラージュピター／木野まこと役のかのこ、初代セーラーヴィーナス／愛野美奈子役の鈴木奈々を含めた5人だが、後述の卒業公演まで残ったのは大山と森野のみだった（卒業公演まで残った2代目セーラーマーズ役の岩名美紗子も桜っ子クラブさくら組のメンバーである）。
セーラームーンの相手役であるタキシード仮面を演じたのは、初演ではジャニーズJr.の佐野瑞樹だったが、同改訂版以降は初演で悪役を演じたジャパン・アクション・クラブ出身の望月祐多（後期の作品ではアクション指導も行っている）に交代し、卒業公演後に代替わりした後も代々若手男優が演じた。
初代ちびうさ／セーラーちびムーン役の子役は『なかよし』誌上で公募された。
悪役やサブキャラクターとして、宝塚歌劇団出身の仁科有理（初代クイン・ベリル役）、神部ゆき（3代目セーラープルート／冥王せつな役）、劇団四季出身の吉岡小鼓音（初代火球王妃役）、広田勇二（2代目ダーク・プラズマン役）が出演している。
1997年に原作・アニメが完結し、その年の夏の『永遠伝説』公演中はキャストたちも「この公演が本当に最後だ」と日々の稽古と公演に臨んでいたという。しかし千秋楽後にミュージカル継続を望むファンの投書が殺到。その声に応える形でファン感謝イベントが開催され、一度はフェードアウトした土萠ほたる／セーラーサターン役・武田恵子の復帰と1998年春『永遠伝説 改訂版』の上演がイベント内で発表された。ファン感謝イベント終了後、現戦士の一斉卒業が決定し告知された。公演チケットは平日公演すらプラチナ化し、サンシャイン劇場で行われた大千秋楽は当日券を求める観客に対し劇場のキャパシティが足りず、劇場ロビーに公演の映像中継を映す大型モニターを設置して対処した程である。
ミュージカル自体も『永遠伝説 改訂版』をもって終了とされる予定だったが、公演の好評ぶりからキャストを一新しての続演・1998年夏『新・伝説光臨』が決定。2代目セーラームーン役には原史奈が起用され、1999年夏『かぐや島伝説【改訂版】夏休み!! 宝石探検隊』まで務めた。
3代目セーラームーン役の神戸みゆきは、2000年冬『新 / 変身・スーパー戦士への道 ラスト・ドラクル序曲』から2001年春『ラスト・ドラクル最終章 超惑星デス・バルカンの封印』まで務めた。この"史奈ムーン"や"みゆきムーン"時代では、『かぐや島伝説』や『ドラクル三部作』といった完全オリジナルストーリーが作られた。
4代目セーラームーン役は黒木マリナが、2001年夏『誕生!暗黒のプリンセスブラック・レディ』から務めた。当時、旧作アニメが大規模に再放送されており、再放送の進行に合わせる形で"アンザムーン"時代以来のアニメと原作に添った公演が制作された。2004年5月には当時の黒木をはじめとする内部5戦士が上海のイベント「2004动漫形象博览会」へ遠征しミニライブを行った。2005年冬『新・かぐや島伝説 改訂版』まで務め卒業。同時にこれをもってバンダイ主催による公演は終了した。
2015年6月6日から7日の間、同窓会イベント『ANZA∞小坂明子 Legend Forever 〜伝説は永遠に〜』が開催されている。

#### La Soldier（ラ・ソウルジャー）
作詞冬杜花代子、作曲小坂明子。
バンダイによる公演を通したテーマソング。20周年記念トリビュートアルバムでは「グランドテーマソング」とも表現されている。シングル盤の歌手は桜っ子クラブさくら組（初演セーラー戦士役）。各公演のセーラー戦士役による新録版がメモリアル・アルバムシリーズ（後述）に収録されている。
- 毎公演のアンコール＆エンディングナンバーとして歌い継がれていた。この曲が流れると客席の子どもたちが舞台上のセーラー戦士と一緒に歌い踊る姿がよく見られた。[14]
- 初演を除いて、通常公演中にこの曲を歌い踊れるのは"セーラー戦士"だけであった。タキシード仮面や火球王妃[注 4] のような"正義側"の主要キャストでも"セーラー戦士ではない"ので出演できなかった。また同じセーラー戦士でもギャラクシアやアニマメイツなどの"悪役側"のセーラー戦士も出演していない。ただしキャストの卒業公演や大千秋楽などの特別な節目には特例的に参加することもあった[注 5]。
- 旧作アニメ『美少女戦士セーラームーンR』第42話（通算第88話）の挿入歌としてシングルCD版が使用された。
- 幾原邦彦はこの曲を聞いて「これこそセーラームーンの曲なんだ！」と感じて初監督作でもある『劇場版美少女戦士セーラームーンR』の主題歌を小坂明子と冬杜花代子に発注した。そうして製作された曲が「Moon Revenge」である。[5]
- 2017年8月に開催されたコンサート『美少女戦士セーラームーン 25周年記念 Classic Concert』のセットリストに入り、アレンジされたバージョンが東京フィルハーモニー交響楽団と作曲の小坂明子のピアノで演奏された[注 6]。コンサートは好評により2018年4月に再演、「La Soldier」も引き続き演奏された[15][注 7]。2018年8月〜9月に開催予定の『美少女戦士セーラームーン Classic Concert 2018』のセットリストにも入っていて、大阪公演では関西フィルハーモニー管弦楽団と小坂のピアノで演奏する[16]。2014年発売のトリビュート・アルバム『美少女戦士セーラームーン THE 20TH ANNIVERSARY MEMORIAL TRIBUTE』にはTommy heavenly6、2018年発売の『美少女戦士セーラームーン THE 25TH ANNIVERSARY MEMORIAL TRIBUTE』には月蝕會議のカバー版が収録されている。乃木坂46版ミュージカルのライブショーでも使用される（後述）などセーラームーンシリーズの楽曲の中でも有数の人気曲である。

### ネルケプランニングによる公演（2013年 - 2017年）
2013年9月に「セーラームーン20周年記念プロジェクト」の一環として、ドワンゴ・ネルケプランニング制作により8年ぶりに新規公演『La Reconquista』で復活。5年間上演され、2017年『Le Mouvement Final』で完結した。主な楽曲は｢愛のStarshine｣、｢Music of the sphere｣、「恋するSatellite｣など。
バンダイ版と異なり、公演の主なターゲットは成人女性で、同時期に展開していた新作アニメ『美少女戦士セーラームーンCrystal』同様に原作漫画がベースの舞台化だが、旧作アニメとバンダイ版ミュージカルを意識した要素も含まれている。
製作スタッフは音楽に佐橋俊彦、脚本・演出にバンダイ版初期を手がけた平光琢也。第二作『Petite Étrangère』ではバンダイ版でちびうさ役を演じた竹中夏海が一部振り付けに参加し、同作公演DVD販売イベントでも司会進行として登壇した。
キャストは男性キャラクターも含めて全て女性という宝塚歌劇団のようなスタイルで上演された。タキシード仮面役の大和悠河、セーラーウラヌス役の汐月しゅう、セーラーネプチューン役の藤岡沙也香のメインキャラクターのほか、悪役で毎作、宝塚歌劇団OGが出演した。
ネルケ版初代（通算5代目）セーラームーン役は大久保聡美が務め、2016年『Un Nouveau Voyage』まで出演。2015年1月には「セラミュ」史上初の日本国外公演を上海で行った。
2016年の『Amour Eternal』から2017年完結編『Le Mouvement Final』までは、ネルケ版2代目（通算6代目）セーラームーン役の野本ほたるが務めた。2017年4月にはアメリカテキサス州ヒューストン市で行われたアニメイベント「Anime Matsuri 2017」に出演し、ミニ・ミュージカルを上演。ヒューストン市は、これを記念して上演日の4月7日を「セーラームーン・デー」として公認した
完結編『Le Mouvement Final』では、セーラームーンの最終形態であるセーラーコスモス役に先代セーラームーン役の大久保聡美が再出演。ネルケ版のセーラームーン役二人が同時に舞台に立った。ミュージカルでセーラーコスモスが演じられるのはバンダイ版を含めても初である。

### 乃木坂46版（2018年 ・ 2019年再演・2024年再演）
2017年から続く『美少女戦士セーラームーン25周年プロジェクト』の一環として、2018年に『乃木坂46版 ミュージカル「美少女戦士セーラームーン」』が上演された。
セーラー5戦士は乃木坂46のメンバーから選抜された10人が「Team MOON」「Team STAR」の2チームに分かれてダブルキャストで演じ、主人公・セーラームーン（月野うさぎ）役は「Team MOON」では山下美月、「Team STAR」では井上小百合が演じた。
演出は劇作家・演出家のウォーリー木下が、脚本はユリイカ百貨店のたみおが担当した。音楽は和田俊輔、作詞は新良エツ子が担当した。また製作委員会には、上記のバンダイ、ネルケプランニング両社が名を連ねている。
6月には天王洲 銀河劇場において、9月にはTBS赤坂ACTシアターにおいて異なる演出で上演された。
バンダイによる公演の曲である「La Soldier」が約13年ぶり、「FIRE」が約16年ぶりに使用された。
2019年10月と11月の再演ではセーラー戦士のキャストが一新され、セーラームーン役は久保史緒里が演じる。タイトルは『乃木坂46版 ミュージカル「美少女戦士セーラームーン」2019』に変更。セーラー戦士以外のメインキャストは初演から続投。演出も引き続きウォーリー木下が務めた。11月の公演は乃木坂46版では初の海外、上海公演が行われた。
2024年4月の再演ではキャストが一新され、メインキャストは乃木坂46の5期生が演じる。タイトルは『乃木坂46"5期生"版 ミュージカル「美少女戦士セーラームーン」2024』に変更。

### 新シリーズ版（2021年）
当初は2019年夏に新プロジェクトによる公演が実施される予定であったが、2020年夏に延期が発表され、同時に『かぐや姫の恋人』をストーリーとした舞台が公演予定であることが発表された。だが、新型コロナウイルスの感染拡大防止を図る協議の結果、2021年以降に再延期になったことが2020年6月5日に正式発表された。2021年4月1日にて公演が2021年9月になることが決定した。
制作はネルケプランニング。上演期間は2021年9月3日〜12日。天王洲 銀河劇場で公演された。脚本・演出は三浦香、音楽は坂部剛が担当。協賛はファミリーマート、イープラス。
2022年11月「美少女戦士セーラームーン」30周年記念『Musical Festival -Chronicle-』では各回ごとに歴代キャストもゲスト出演し、バンダイ〜ネルケの垣根を超えた歴史的な舞台となった。

### Super Live版（2018年〜）
『"Pretty Guardian Sailor Moon" The Super Live』の題名で、音楽×ダンス×映像でみせるパフォーマンスショーとしてスタート。制作はネルケプランニング。
2018年11月3日～11月4日のパリ公演を前に、2018年8月31日～9月9日の東京プレビュー公演が行われた。構成・演出・振付はTAKAHIRO（上野隆博）、演出補は三浦香／元吉庸泰、脚本は児玉明子、音楽はヒャダインが担当。
2019年3月、アメリカ・ニューヨーク＆ワシントンD.C.にて上演。
2022年5月14日にはアメリカ・ニューヨークで開催される「Japan Parade」にセーラー５戦士のキャストが出演。
2019年3月23日にはアメリカ・ワシントンD.C.にて開催される「全米桜祭り」の開会式にキャストが招待され、出演した 。
2023年4月7日～9日には台北公演が上演された。
イギリス・ロンドン公演が2025年2月 ～3月（3月分は追加公演）、北米ツアーが2025年3月～4月、日本凱旋公演が2025年10月9日～13日に開催される。脚本・作詞・演出は三浦香。振付は當間里美。音楽は坂部剛／KYOHEIが担当。日本公演はロンドン公演でセーラームーン／月野うさぎ役を演じた横山結衣ら「Team UK」と、北米ツアーでセーラームーン／月野うさぎ役を演じた田中梨瑚ら「Team US」の2チームにわかれ、Wキャストで上演される。

## 作品リスト

### バンダイによる公演
| 期間                           | 演目名                                                                                           | 公演数 | 脚本・演出等                          | 公演会場                                 |
| ------------------------------ | ------------------------------------------------------------------------------------------------ | ------ | ------------------------------------- | ---------------------------------------- |
| 1993年8月11日 - 29日           | 美少女戦士セーラームーン 外伝ダーク・キングダム復活篇                                            | 29回   | 演出・脚色 - 野伏翔 脚本 - 富田祐弘   | ゆうぽうと簡易保険ホール 他              |
| 1993年12月23日 - 1994年1月5日  | 美少女戦士セーラームーン 外伝ダーク・キングダム復活篇 【改訂版】                                 | 35回   | 演出・脚色 - 野伏翔 脚本 - 富田祐弘   | 東京ドーム・プリズムホール               |
| 1994年3月16日 - 4月6日         | 美少女戦士セーラームーンS スーパースプリングフェスティバル                                       | 21回   |                                       | 日本青年館 他                            |
| 1994年7月26日 - 8月25日        | 美少女戦士セーラームーンS うさぎ・愛の戦士への道                                                 | 35回   | 演出・脚色 - 平光琢也 脚本 - 富田祐弘 | ゆうぽうと簡易保険ホール 他              |
| 1994年12月28日 - 1995年1月16日 | 美少女戦士セーラームーンS 変身・スーパー戦士への道                                               | 21回   | 演出・脚本 - 平光琢也                 | サンシャイン劇場、シアター・ドラマシティ |
| 1995年3月26日 - 4月6日         | 美少女戦士セーラームーンS 変身・スーパー戦士への道 【改訂版】                                    | 12回   | 演出・脚本 - 平光琢也                 | 福岡サンパレス 他                        |
| 1995年7月25日 - 8月30日        | 美少女戦士セーラームーンスーパーズ 夢戦士・愛・永遠に                                            | 37回   | 演出・脚本 - 平光琢也                 | ゆうぽうと簡易保険ホール 他              |
| 1996年3月24日 - 31日           | 美少女戦士セーラームーンスーパーズ 【改訂版】 夢戦士・愛・永遠に…サターン復活篇                  | 15回   | 演出・脚本 - 平光琢也                 | サンシャイン劇場                         |
| 1996年4月27日 - 6月9日         | 美少女戦士セーラームーンスーパーズ スペシャルミュージカルショー                                  | 64回   |                                       | 岩見沢三井グリーンランド                 |
| 1996年8月5日 - 30日            | 美少女戦士セーラームーン セーラースターズ                                                        | 43回   | 演出・脚本 - 平光琢也                 | サンシャイン劇場 他                      |
| 1996年12月28日 - 1997年1月12日 | 美少女戦士セーラームーン セーラースターズ 【改訂版】                                             | 21回   | 演出・脚本 - 平光琢也                 | 大阪厚生年金会館、サンシャイン劇場       |
| 1997年7月25日 - 8月18日        | 美少女戦士セーラームーン 永遠伝説                                                                | 31回   | 演出・脚本 - 平光琢也                 | サンシャイン劇場 他                      |
| 1998年2月5日 - 16日            | 美少女戦士セーラームーン 永遠伝説 【改訂版】                                                     | 18回   | 演出・脚本 - 平光琢也                 | サンシャイン劇場                         |
| 1998年7月10日 - 8月20日        | 美少女戦士セーラームーン 新・伝説光臨                                                            | 41回   | 演出・脚本 - 平光琢也                 | サンシャイン劇場 他                      |
| 1999年3月19日 - 31日           | 美少女戦士セーラームーン かぐや島伝説                                                            | 24回   | 演出・脚本 - 奥村達夫                 | サンシャイン劇場                         |
| 1999年8月7日 - 9月6日          | 美少女戦士セーラームーン かぐや島伝説【改訂版】夏休み!! 宝石探検隊                               | 31回   | 総合演出・脚本 - 斉樹潤哉             |                                          |
| 2000年1月2日 - 17日            | 美少女戦士セーラームーン 新 / 変身・スーパー戦士への道 ラストドラクル序曲                        | 25回   | 脚本・総合演出 - 斉樹潤哉             | サンシャイン劇場                         |
| 2000年8月6日 - 9月4日          | 美少女戦士セーラームーン 決戦 / トランシルバニアの森 〜新登場! ちびムーンを護る戦士達〜          | 37回   | 脚本・総合演出 - 斉樹潤哉             | サンシャイン劇場 他                      |
| 2001年1月2日 - 15日            | 美少女戦士セーラームーン 決戦 / トランシルバニアの森 【改訂版】最強の敵 ダーク・カインの謎       | 22回   | 脚本・総合演出 - 斉樹潤哉             | サンシャイン劇場                         |
| 2001年3月18日 - 4月8日         | 美少女戦士セーラームーン ラスト・ドラクル最終章 超惑星デス・バルカンの封印                       | 26回   | 脚本・総合演出 - 斉樹潤哉             | サンシャイン劇場 他                      |
| 2001年7月20日 - 8月26日        | 美少女戦士セーラームーン 〜誕生! 暗黒のプリンセス ブラック・レディ〜                             | 40回   | 脚本・総合演出 - 斉樹潤哉             | サンシャイン劇場 他                      |
| 2002年1月2日 - 15日            | 美少女戦士セーラームーン 〜誕生! 暗黒のプリンセス ブラック・レディ〜 【改訂版】 惑星ネメシスの謎 | 22回   | 脚本・総合演出 - 斉樹潤哉             | サンシャイン劇場                         |
| 2002年3月24日 - 31日           | 美少女戦士セーラームーン 10th ANNIVERSARY Festival                                               | 12回   | 脚本・総合演出 - 斉樹潤哉             | 新神戸オリエンタル劇場、サンシャイン劇場 |
| 2002年7月21日 - 9月1日         | 美少女戦士セーラームーン 無限学園 〜ミストレス・ラビリンス〜                                     | 41回   | 脚本・総合演出 - 斉樹潤哉             | サンシャイン劇場 他                      |
| 2003年1月2日 - 14日            | 美少女戦士セーラームーン 無限学園 〜ミストレス・ラビリンス〜 【改訂版】                          | 22回   | 脚本・総合演出 - 斉樹潤哉             | サンシャイン劇場                         |
| 2003年7月20日 - 8月30日        | 美少女戦士セーラームーン 〜スターライツ・流星伝説〜                                              | 40回   | 脚本・総合演出 - 斉樹潤哉             | サンシャイン劇場 他                      |
| 2004年1月2日 - 13日            | 美少女戦士セーラームーン 火球王妃降臨                                                            | 21回   | 脚本・総合演出 - 斉樹潤哉             | サンシャイン劇場                         |
| 2004年7月20日 - 9月5日         | 美少女戦士セーラームーン 新・かぐや島伝説                                                        | 38回   | 脚本・総合演出 - 斉樹潤哉             | サンシャイン劇場 他                      |
| 2005年1月2日 - 16日            | 美少女戦士セーラームーン 新・かぐや島伝説 【改訂版】                                             | 23回   | 脚本・総合演出 - 斉樹潤哉             | サンシャイン劇場                         |

### ネルケプランニングによる公演
| 期間                     | 演目名                                               | 公演数 | 脚本・演出等          | 公演会場                                                            |
| ------------------------ | ---------------------------------------------------- | ------ | --------------------- | ------------------------------------------------------------------- |
| 2013年9月13日 - 23日     | 美少女戦士セーラームーン -La Reconquista-            | 16回   | 脚本・演出 - 平光琢也 | AiiA Theater Tokyo                                                  |
| 2014年8月21日 - 9月7日   | 美少女戦士セーラームーン -Petite Étrangère-          | 21回   | 脚本・演出 - 平光琢也 | AiiA Theater Tokyo, 梅田芸術劇場                                    |
| 2015年1月16日 - 1月18日  | 美少女戦士セーラームーン -Petite Étrangère- 上海公演 | 5回    | 脚本・演出 - 平光琢也 | 上海戯劇学院上戯劇院                                                |
| 2015年9月18日 - 10月4日  | 美少女戦士セーラームーン -Un Nouveau Voyage-         | 21回   | 脚本・演出 - 平光琢也 | AiiA 2.5 Theater Tokyo, サンケイホールブリーゼ                      |
| 2016年10月15日 - 11月6日 | 美少女戦士セーラームーン -Amour Eternal-             | 22回   | 脚本・演出 - 平光琢也 | AiiA 2.5 Theater Tokyo、キャナルシティ劇場、 サンケイホールブリーゼ |
| 2017年3月11日 - 12日     | 美少女戦士セーラームーン -Amour Eternal- 再演        | 4回    | 脚本・演出 - 平光琢也 | 恵庭市民会館大ホール                                                |
| 2017年9月8日 - 10月1日   | 美少女戦士セーラームーン -Le Mouvement Final-        | 25回   | 脚本・演出 - 平光琢也 | AiiA 2.5 Theater Tokyo、アイプラザ豊橋、梅田芸術劇場                |

### 乃木坂46版
| 期間                      | 演目名                                                                 | 公演数 | 脚本・演出等          | 公演会場                                              |
| ------------------------- | ---------------------------------------------------------------------- | ------ | --------------------- | ----------------------------------------------------- |
| 2018年6月8日 - 6月24日    | 乃木坂46版 ミュージカル美少女戦士セーラームーン 天王州 銀河劇場ver.    | 20回   | 演出 - ウォーリー木下 | 天王洲 銀河劇場                                       |
| 2018年9月21日 - 9月30日   | 乃木坂46版 ミュージカル美少女戦士セーラームーン TBS赤坂ACTシアターver. | 14回   | 演出 - ウォーリー木下 | TBS赤坂ACTシアター                                    |
| 2019年10月10日 - 10月14日 | 乃木坂46版 ミュージカル美少女戦士セーラームーン 2019                   | 13回   | 演出 - ウォーリー木下 | TOKYO DOME CITY HALL 上海美其大戯院(MAJESTIC THEATRE) |
| 2024年4月12日 - 4月29日   | 乃木坂46"5期生"版 ミュージカル「美少女戦士セーラームーン」2024         | 24回   | 演出 - ウォーリー木下 | IMM THEATER                                           |

### 新シリーズ公演
| 期間                   | 演目名                                                  | 公演数 | 脚本・演出等        | 公演会場        |
| ---------------------- | ------------------------------------------------------- | ------ | ------------------- | --------------- |
| 2021年9月3日 - 9月12日 | ミュージカル『美少女戦士セーラームーン』 かぐや姫の恋人 | 16回   | 脚本・演出 - 三浦香 | 天王洲 銀河劇場 |

## キャスト

### 登場人物 (バンダイによる公演)
- 出演当時の芸名で表記。
- 再出演時に改名していた場合は（）内に初出演時の芸名を記載。

|          | 月野うさぎ / ムーン | ちびうさ / ちびムーン | 地場衛 / タキシード仮面 | 水野亜美 / マーキュリー | 火野レイ / マーズ         | 木野まこと / ジュピター | 愛野美奈子 / ヴィーナス | 天王はるか / ウラヌス | 海王みちる / ネプチューン | 冥王せつな / プルート | 土萠ほたる / サターン |
| -------- | ------------------- | --------------------- | ----------------------- | ----------------------- | ------------------------- | ----------------------- | ----------------------- | --------------------- | ------------------------- | --------------------- | --------------------- |
| 初演     | 大山アンザ          |                       | 佐野瑞樹                | 森野文子                | 中山博子                  | かのこ                  | 鈴木奈々                |                       |                           |                       |                       |
| 1994 冬  | 大山アンザ          | 望月祐多              |                         | 森野文子                | 中山博子                  | かのこ                  | 鈴木奈々                |                       |                           |                       |                       |
| 1994 春  | 大山アンザ          | 望月祐多              |                         | 森野文子                | 中山博子                  | かのこ                  | 鈴木奈々                |                       |                           |                       |                       |
| 1994 夏  | 大山アンザ          | 望月祐多              | 宮川愛 川崎真央         | 森野文子                | 岩名美紗子                | かのこ                  | 鈴木奈々                | 木村早苗              | 坂本かほる                |                       |                       |
| 1995 冬  | 大山アンザ          | 望月祐多              | 宮川愛 川崎真央         | 森野文子                | 岩名美紗子                | かのこ                  | 鈴木奈々                | 木村早苗              | 富田千景                  | 細木美和              |                       |
| 1995 春  | 大山アンザ          | 望月祐多              | 宮川愛 川崎真央         | 森野文子                | 岩名美紗子                | かのこ                  | 鈴木奈々                | 木村早苗              | 富田千景                  | 斉藤レイ              |                       |
| 1995 夏  | 大山アンザ          | 望月祐多              | 白井珠希ディア 竹中夏海 | 森野文子                | 梅宮亜須加                | 佐田真理恵              | 山下栄                  | 木村早苗              | 藤みゆ稀                  | 斉藤レイ              | 武田惠子              |
| 1996 春  | 大山アンザ          | 望月祐多              | 白井珠希ディア          | 森野文子                | 小谷みさこ （岩名美紗子） | 稲吉貴子                | 征矢千鶴                | 木村早苗              | 藤みゆ稀                  | 斉藤レイ              | 武田惠子              |
| 1996 春S | 大山アンザ          |                       |                         | 森野文子                | 小谷みさこ （岩名美紗子） |                         |                         | 木村早苗              |                           | 斉藤レイ              |                       |
| 1996 夏  | 大山アンザ          | 白井珠希ディア        | 望月祐多                | 森野文子                | 小谷みさこ （岩名美紗子） | 佐藤恵美香              | 中谷果夏                | 木村早苗              | 田原裕子                  | 斉藤レイ              | 武田惠子              |
| 1997 冬  | 大山アンザ          | 川崎真央              | 望月祐多                | 森野文子                | 小谷みさこ （岩名美紗子） | 佐藤恵美香              | 中谷果夏                | 木村早苗              | 田原裕子                  | 斉藤レイ              | 武田惠子              |
| 1997 夏  | 大山アンザ          |                       | 望月祐多                | 森野文子                | 小谷みさこ （岩名美紗子） | 利根川朱里              | 宮沢あきこ              | 木村早苗              | 田原裕子                  | 斉藤レイ              | 今井ちひろ            |
| 1998 冬  | 大山アンザ          | 武田惠子              | 望月祐多                | 森野文子                | 小谷みさこ （岩名美紗子） | 利根川朱里              | 宮沢あきこ              | 木村早苗              | 田原裕子                  | 斉藤レイ              |                       |
| 1998 夏  | 原史奈              | 郡司あやの            | 榎本雄太                | 宮川由起子              | 坂井ひろみ                | 大山千穂                | 小谷美裕                | 高木ナオ              | 島田沙羅                  | 神矢ゆき              | 三瓶あさみ            |
| 1999 春  | 原史奈              | 郡司あやの            | 天野浩成                | 赤嶺寿乃                | 神田恵里                  | 栗山絵美                | 稲田奈穂                | 高木ナオ              | 島田沙羅                  | 中澤聖子              | 三田真央              |
| 1999 夏  | 原史奈              | 郡司あやの            | 天野浩成                | 赤嶺寿乃                | 神田恵里                  | 栗山絵美                | 稲田奈穂                | 高木ナオ              | 朝見優香                  | 中澤聖子              | 三田真央              |
| 2000 冬  | 神戸みゆき          | 郡司あやの            | 江戸英雅                | 赤嶺寿乃                | 神田恵里                  | 栗山絵美                | 稲田奈穂                | 高木ナオ              | 朝見優香                  | 渡部照代              | 三田真央              |
| 2000 夏  | 神戸みゆき          | 伊澤有梨須            | 江戸英雅                | 伊澤麻璃也              | 神田恵里                  | 栗山絵美                | 中村有希                | 高木ナオ              | 朝見優香                  | 穂坂優子              | 冨岡真理央            |
| 2001 冬  | 神戸みゆき          | 高畠華澄              | 江戸英雅                | 河辺千恵子              | 神田恵里                  | 林百合子                | 村田あゆみ              | 高木ナオ              | 朝見優香                  | 穂坂優子              | 冨岡真理央            |
| 2001 春  | 神戸みゆき          | 高畠華澄              | 江戸英雅                | 河辺千恵子              | 吉田恵                    | 林百合子                | 村田あゆみ              | 高木ナオ              | 朝見優香                  | 穂坂優子              | 冨岡真理央            |
| 2001 夏  | 黒木マリナ          | 宮崎のえる            | 浦井健治                | 河辺千恵子              | 吉田恵                    | 杉本文乃                | 村田あゆみ              | 高木ナオ              | 朝見優香                  | 穂坂優子              | 垣内彩未              |
| 2002 冬  | 黒木マリナ          | 宮崎のえる 山本愛星   | 浦井健治                | 河辺千恵子              | 吉田恵                    | 杉本文乃                | 村田あゆみ              | 高木ナオ              | 朝見優香                  | 穂坂優子              | 垣内彩未              |
| 2002 春  | 黒木マリナ          | 宮崎のえる            | 浦井健治                | 河辺千恵子              | 吉田恵                    | 坂田香里                | 村田あゆみ              | 高木ナオ              | 朝見優香                  | 穂坂優子              | 垣内彩未              |
| 2002 夏  | 黒木マリナ          | 大田ななみ            | 浦井健治                | 若山愛美                | 吉田恵                    | 渡辺舞                  | 渡部瑞貴                | 高木ナオ              | 朝見優香                  | 穂坂優子              | 仲村瑠璃亜            |
| 2003 冬  | 黒木マリナ          | 大野真緒              | 城田優                  | 若山愛美                | かわさき愛子              | 渡辺舞                  | 渡部瑞貴                | 内田亜紗子            | 蘭波知子                  | 穂坂優子              | 仲村瑠璃亜            |
| 2003 夏  | 黒木マリナ          | 大野真緒 堀田実那     | 城田優                  | 若山愛美                | かわさき愛子              | 渡辺舞                  | 渋谷桃子                | 内田亜紗子            | 蘭波知子                  | 穂坂優子              | 飯塚由衣              |
| 2004 冬  | 黒木マリナ          | 大崎望絵              | 城田優                  | 若山愛美                | 本間理紗                  | 渡辺舞                  | 渋谷桃子                | 内田亜紗子            | 蘭波知子                  | 穂坂優子              | 飯塚由衣              |
| 2004 夏  | 黒木マリナ          | 大崎望絵              | 城田優                  | 若山愛美                | 本間理紗                  | 渡辺舞                  | 絵梨華                  | 中山旦子              | 大山貴世                  | 中江ゆきこ            | 船越英里子            |
| 2005 冬  | 黒木マリナ          | 大崎望絵              | 宮本行                  | 若山愛美                | 本間理紗                  | 渡辺舞                  | 絵梨華                  | 中山旦子              | 大山貴世                  | 横井美帆              | 船越英里子            |
|          | 月野うさぎ / ムーン | ちびうさ / ちびムーン | 地場衛 / タキシード仮面 | 水野亜美 / マーキュリー | 火野レイ / マーズ         | 木野まこと / ジュピター | 愛野美奈子 / ヴィーナス | 天王はるか / ウラヌス | 海王みちる / ネプチューン | 冥王せつな / プルート | 土萠ほたる / サターン |

#### ダーク・キングダム
- クイン・ベリル
  - 仁科有理（初演 ‐ 1994冬、1997夏 - 1998夏）
  - 宮澤明子（宮沢あきこ）（2003夏 - 2004冬）
- 四天王
  - クンツァイト
    - 望月祐多（初演）
    - 笠原竜司（1994冬 - 1994春）
    - 浅野豪孝（1997夏）
    - 河崎美貴（2003夏 - 2004冬）

  - ジェダイト
    - 二橋進（初演‐1994冬）
    - 朝見優香（2003夏）

  - ネフライト
    - 清家利一（初演‐1994冬）
    - 依田秀亮（2003夏）

  - ゾイサイト
    - 秋田敏隆（初演‐1994冬）
    - 留守晃（1997夏）
    - 青木要（2003夏）

#### ブラック・ムーン一族
- ワイズマン - 富永研司
- ブラック・レディ
  - 川崎真央（2001夏）
  - 中丸シオン（2002冬）
- プリンス・デマンド - 小野妃香里
- 蒼のサフィール - 黒田百合
- 翠のエスメロード - 河崎美貴
- 紅のルベウス - 市川裕之（2002冬改訂版）
- あやかしの四姉妹
  - 嵐のペッツ
    - 池上愛（2001夏）
    - 依田秀亮（2002冬）

  - 霊媒のカラベラス - 遠藤あど
  - 振り子のベルチェ - 若山愛美（2002冬改訂版）
  - 同感のコーアン
    - たくませいこ（2001夏）
    - 染谷妃波（2002冬）

#### デス・バスターズ
- ミストレス9
  - 藺波知子（2002夏）
  - 秋山千夏（2003冬）
- 土萠教授
  - 矢島俊作（1994夏 - 1995春）
  - 青木要（2002夏 - 2003冬）
- カオリナイト
  - 花山佳子（1994夏 - 1995冬）
  - 福麻むつ美（1995春）
  - 河崎美貴（2002夏 - 2003冬）
- ウィッチーズ5
  - ユージアル - 津村瞳
  - ミメット
    - 本田しおり（2002夏）
    - 工藤明希（2003冬）

  - ビリユイ
    - 二木奈緒（2002夏）
    - 桑原由夏（2003冬）

  - テルル
    - 布川美生（2002夏）
    - 岩崎亜希子（2003冬）

  - シプリン
    - 松本美千穂（2002夏）
    - 天野沙恵理（2003冬）

#### デッド・ムーン
- ネヘレニア
  - 石川香（1996春）
- ジルコニア
  - 井関佳子（1995夏 - 1996春S）
- アマゾントリオ
  - タイガーズ・アイ
    - 笠原竜司（1995夏 - 1996春）
    - 三松明人（1998夏）

  - ホークス・アイ
    - 田村月子（1995夏）
    - 小野妃香里（1996春 - 1996春S、1998夏）

  - フィッシュ・アイ
    - 木村多江（1995夏 - 1996春）
    - 市毛みどり（1998夏）

#### セーラーカルテット
- セレセレ / セーラーセレス
  - 江口潮里 （2000夏）
  - 本間理紗（2001冬）
- パラパラ / セーラーパラス
  - 西島来美（2000夏）
  - 佐伯聖羅（2001冬）
- ジュンジュン/ セーラージュノー
  - 笘篠ひとみ（2000夏）
  - 安島丹希（2001冬）
- ベスベス / セーラーベスタ - 鈴木美帆

#### シャドウ・ギャラクティカ
- セーラーギャラクシア
  - 沙羅さおり（1996夏 - 1997冬）
  - 松本圭未（1997夏 - 1998冬）
  - 岳美（1998夏）
  - 坂口祐未衣（2003夏 - 2004冬）
- カオス - 笠原竜司
- セーラーアニマメイツ
  - セーラーアイアンマウス
    - 丸山千絵（1996夏 - 1997冬）

  - セーラーティンにゃんこ
    - 瀬尾智美（1996夏）
    - 細川桃仁（1997冬 - 1997夏）

『流星伝説』＆『火球王妃降』
- セーラーアニマメイツ
  - セーラーアイアンマウス - 工藤明希
  - セーラーアルミナムセイレーン - 大貫あんり（2004冬）
  - セーラーレッドクロウ - 遠藤あど
  - セーラーヘヴィメタルパピヨン - 遠藤恵子

#### ちびちび / セーラーちびちびムーン
- ちびちび / セーラーちびちびムーン
  - 川崎真央（1997夏 - 1998冬）
  - 足助美岐子（1998夏）
  - 後町有香（2003夏）
  - 堀田実那（2004冬）

#### キンモク星
- 火球王妃[注 10]
  - 吉岡小鼓音（1997夏 - 1998冬）
  - 外山愛（2004冬）
- 星野光 / セーラースターファイター
  - 片山沙有里（1996夏 - 1998冬）
  - 秋山千夏（2003夏 - 2004冬）
- 大気光 / セーラースターメイカー
  - 小野妃香里（1996夏 - 1998冬）
  - 中山旦子（2003夏 - 2004冬）
- 夜天光 / セーラースターヒーラー
  - 奥山桃子（1996夏 - 1998冬）
  - 多部未華子（2003夏 - 2004冬）

#### その他
外伝ダーク・キングダム復活編 
- ルナ - 石村とも子
- アルテミス - 姫野ケンジ
- 桜田春菜 - 日向霞

 夢戦士・愛・永遠に… 
- 祭司エリオス - 山口勝平（台詞のみ）、岩﨑元是（歌のみ）

 かぐや島伝説（1998年-1999年） 
- キング・エンディミオン - 望月祐多

#### オリジナルキャラクター

##### 外伝 ダークキングダム復活編
- マネギン - 日向霞

##### うさぎ愛の戦士
デス・マネッチャーズ
- デスラー - 笠原竜司
- デスリー - 井殿雅和
- デスルー - 尾崎雅幸
- デブレー - 小和田貢平

##### セーラースターズ
- セーラーバトレス - 関志織
- MCフラーイ - 笠原竜司
- セーラーピューターフォックス
  - 紅麗（1996夏）
  - 家村順子（1997冬）
- セーラーチタンケロッコ - 山口晴子

##### 永遠伝説
- キャオス - 笠原竜司
- セーラーミートケロッコ - 若松恵（1997夏）

##### かぐや島伝説
アルトゥカ一族
- ルーフ・メロウ - 小野妃香里
- ケルン - 神崎順
- サーペン
  - 日比野啓一（1999春）
  - 冨田昌則（1999夏）
- クラーケン
  - 宮内大（1999春）
  - 富樫真（1999夏）

ダークプラズナー一族
- ダーク・プラズマン - 鹿志村篤臣
- ダーク・メノラー - 遠藤あど
- レア・ルビー - 山本カナコ
- ビルハ・エメラルド - 宮澤明子（宮沢あき子）
- ジルパ・サファイア - 河崎美貴

 子猫たち 
- クック - 小宮美穂
- ミック - 河合里佳
- フック - 池内菜々美

###### 新・かぐや島伝説
アルトゥカ一族
- ルーフ・メロウ
  - 相沢真紀（2004夏）
  - 森ひろこ（2005冬）
- ケルン
  - 幸村吉也（2004夏）
  - 戸田健二（2005冬）
- サーペン - 浅倉一男（2004夏 - 2005冬）
- クラーケン - 田丸裕一郎（2004夏 - 2005冬）
- セルキー - 遠藤あど（2004夏 - 2005冬）

ダークプラズナー一族
- ダーク・プラズマン - 広田勇二
- ダーク・メノラー
  - 柴田麻衣（2004夏）
  - 多彩しゅん（2005冬）
- ダーク・ミラー - 河崎美貴

 子猫たち 
- ミック
  - 信田麻衣（2004夏）
  - 星奈々（2005冬）
- フック - 斉藤瑞季

##### ドラクルシリーズ
- ドラクル伯爵 - 望月祐多（2000冬ラスト・ドラクル序曲、 2001冬トランシルバニアの森 【改】 - 2001春ラスト・ドラクル最終章）
- ブラッディ・ドラクル・ヴァンピール - 小野妃香里（2000夏トランシルバニアの森 - 2001春ラスト・ドラクル最終章）
- デス・ナイトメア2 / ル・フェイ - 河崎美貴（2000冬ラスト・ドラクル序曲 - 2001冬トランシルバニアの森 【改】）
- マンドレーク - 幸村吉也（2000夏トランシルバニアの森 - 2001春ラスト・ドラクル最終章）

###### ラスト・ドラクル序曲
- デス・ラミアー - 小野佳寿子
- デス・マネッチャーズ
  - デスパー - 神崎順
  - デスピー - たくませいこ
  - デスプー - 柏木貴詩
  - デスペー - 幸村吉也

###### トランシルバニアの森
- ジル・ド・レイ / アンデッド・ワーウルフ（人狼） - 笠原竜司
- エリザベート・バートリー / アンデッド・ワーウルフ（人狼） - 宮澤明子（宮沢あきこ）（2000夏）
- リリス・オブ・ダークネス - 松岡美希
- デモン・リリト - 遠藤あど
- デモン・リリム - 荻野泉
- 柴・新月・アスタルテ / セーラーアスタルテ / デス・バルカン（兼役） - 細田阿也

###### トランシルバニアの森 改訂版 最強の敵 ダーク・カインの謎
- ジル・ド・レイ/ アンデッド・ワーウルフ（人狼） - 宮内大
- リリス・オブ・ダークネス - 今宮多力香
- ド・ブランヴィリエ - 山川法子

###### ラスト・ドラクル最終章 超惑星デス・バルカンの封印
- デス・バルカン - 井上一馬
- バルカン - 岡本ナナマリア
- マンドレー子 - 安田麻里
- マギ・サンジェルマン - 平尾良樹
- 人狼の仔　レビ - 安島丹希

##### 誕生!暗黒のプリンセスブラック・レディ
- 斑のティルムン - もろいくや（2001夏）
- アロン - 安谷屋なぎさ
- マナ - 鈴木かすみ

##### 10th ANNIVERSARY Festival』
- 黒月光 / プロレス解説者 - 小野妃香里
- レフリー（大木伸太郎）- 幸村吉也
- センセーショナル・ジャガーマスク - 富永研司
- ダーク・ニビル / ブラック・シリウス・スコーピオン - 笠原竜司
- ダーク・マーヤ - 遠藤あど
- ダーク・シューメール - 河崎美貴
- ダーク・ラケル - 駒津美幸
- ダーク・シャード - 瀬尾泰子
- ダーク・モノリス - 水主葉子
- ダーク・セム - 市川あかね
- ダーク・ハム - 堀久美子
- ダーク・ヤフェト - 植田麻里絵

###### 10th ANNIVERSARY Festival』 日替わりゲスト
- 3月24日 - ANZA、花山佳子
- 3月27日 - 神戸みゆき、栗山絵美、冨岡真里央、松岡美希、細田阿也
- 3月28日 - ANZA、森野文子、奥山桃子、吉岡小鼓音
- 3月29日 - 原史奈、稲田奈緒、三田真央、市毛みどり
- 3月30日 - ANZA、木村早苗、田原裕子、松本圭未
- 3月31日 - ANZA、森野文子、岩名美紗子、井上一馬

##### 『無限学園~ミストレス・ラビリンス~
グリーム星人（グリーム星での名前/地球での名前　で表記する）
- ダマスク / 星野伸太郎 - 幸村吉也
- センティ / 星野花子 - 遠藤あど
- ガリカ / 星野バラ子 - 依田秀亮
- モス / 星野聖火 - 石黒アツキ
- アルバ / 星野希望
  - 後藤果萌（2002夏）
  - 山口純（2003冬）

##### 火球王妃降臨
四天王ネオ
- カルナイト / ナイト・ルカ - 真山奈緒
- ヒデナイト / 夜野英男 - 三枝奈都紀
- ヘマタイト / 台東屁真八郎 - 幸村吉也

### 登場人物 (ネルケプランニングによる公演)
|      | 月野うさぎ / ムーン | ちびうさ / ちびムーン | 地場衛 / タキシード仮面 | 水野亜美 / マーキュリー | 火野レイ / マーズ | 木野まこと / ジュピター | 愛野美奈子 / ヴィーナス | 天王はるか / ウラヌス | 海王みちる / ネプチューン | 冥王せつな / プルート | 土萠ほたる / サターン |
| ---- | ------------------- | --------------------- | ----------------------- | ----------------------- | ----------------- | ----------------------- | ----------------------- | --------------------- | ------------------------- | --------------------- | --------------------- |
| 2013 | 大久保聡美          |                       | 大和悠河                | 松浦雅                  | 七木奏音          | 高橋ユウ                | 坂田しおり              |                       |                           |                       |                       |
| 2014 | 大久保聡美          | 久家心 神田愛莉       | 大和悠河                | 小山百代                | 七木奏音          | 高橋ユウ                | 坂田しおり              | 石井美絵子            |                           |                       |                       |
| 2015 | 大久保聡美          | 久家心 神田愛莉       | 大和悠河                | 小山百代                | 七木奏音          | 高橋ユウ                | 坂田しおり              | 石井美絵子            | 汐月しゅう                | 藤岡沙也香            | 髙橋果鈴              |
| 2016 | 野本ほたる          | 神田愛莉              | 大和悠河                | 竹内夢                  | 小林かれん        | 楓                      | 長谷川里桃              | 石井美絵子            | 汐月しゅう                | 藤岡沙也香            | 髙橋果鈴              |
| 2017 | 野本ほたる          | 神田愛莉              | 大和悠河                | 竹内夢                  | 小林かれん        | 楓                      | 長谷川里桃              | 石井美絵子            | 汐月しゅう                | 藤岡沙也香            | 未来                  |

#### La Reconquista
ダーク・キングダム
- クイン・ベリル - 初風緑
- 四天王
  - クンツァイト - 伊石真由[注 11]
  - ジェダイト - ルウト
  - ネフライト - コロ
  - ゾイサイト - 彩夏涼
- レムレスバーバー - 新谷真弓
- レムレスたち
  - 下園愛弓、吉留明日香、齋藤久美子、塚越志保、小玉百夏、白井美貴

 シルバー・ミレニアム 
- クイーンセレニティ - ジェイミー夏樹

#### Petite Étrangère
ブラック・ムーン一族
- ブラック・レディ - 伊藤優衣
- プリンス・デマンド - 麻尋えりか
- 蒼のサフィール - 真波そら
- 翠のエスメロード - 広村美つ美
- 紅のルベウス - 立道梨緒奈
- ドロイドたち
  - 齋藤久美子、小玉百夏、青山恵梨子、井田彩花、伊藤由夏、今野晶乃、中岡あゆみ

 クリスタル・トーキョー 
- キング・エンディミオン - 大和悠河（地場衛／タキシード仮面役と兼役）

#### Un Nouveau Voyage
デス・バスターズ
- ミストレス9 - 髙橋果鈴
- 土萠教授 - 香音有希
- カオリナイト - 扇けい
- ウィッチーズ5
  - ユージアル - 知念紗耶
  - ミメット - 井田彩花
  - ビリユイ - 長谷川唯
  - テルル - 佐達ももこ
  - シプリン - Maana
- ダイモーンたち
  - 中岡あゆみ、堤梨菜、林希美、谷口莉緒

#### Amour Eternal
- クイーンセレニティ - 小林由佳
- 祭司エリオス - 平山ひかる

デッド・ムーン
- ネヘレニア - 大月さゆ[51]
- ジルコニア - 坂井香奈美[51]
- アマゾントリオ
  - タイガーズ・アイ - 安藤千尋[51]
  - ホークス・アイ - 立道梨緒奈[51]
  - フィッシュ・アイ - Yumi[51]

#### Le Mouvement Final
- ちびちび / セーラーちびちびムーン - 山口陽愛 / 新津ちせ（Wキャスト）
- セーラーコスモス - 大久保聡美

キンモク星
- 火球皇女 - 岡村麻未
- セーラースターライツ
  - 星野光 / セーラースターファイター - 春川芽生
  - 大気光 / セーラースターメイカー - 立道梨緒奈
  - 夜天光 / セーラースターヒーラー - 松田彩希

シャドウ・ギャラクティカ
- セーラーギャラクシア - 五十鈴ココ
- セーラーアニマメイツ
  - セーラーアイアンマウス - 青木志穏
  - セーラーアルミナムセイレーン - 小林由佳
  - セーラーレッドクロウ - 平湯樹里
  - セーラーティンにゃんこ - 橋垣美佑
- シャドウ・ギャラクティカ
  - 椎原夕加里、肥田野好美、匂坂あゆ美、長澤綾乃
- カオス - 笠原竜司（声のみ）

### 登場人物（乃木坂46版）
|                | 月野うさぎ/ ムーン | 地場衛/ タキシード仮面 | 水野亜美/ マーキュリー | 火野レイ/ マーズ | 木野まこと/ ジュピター | 愛野美奈子/ ヴィーナス |
| -------------- | ------------------ | ---------------------- | ---------------------- | ---------------- | ---------------------- | ---------------------- |
| 2018 Team MOON | 山下美月           | 石井美絵子             | 伊藤理々杏             | 高山一実         | 能條愛未               | 樋口日奈               |
| 2018 Team STAR | 井上小百合         | 石井美絵子             | 渡辺みり愛             | 寺田蘭世         | 梅澤美波               | 中田花奈               |
| 2019           | 久保史緒里         | 石井美絵子             | 向井葉月               | 早川聖来         | 伊藤純奈               | 田村真佑               |
| 2024 Team MOON | 井上和             | 天寿光希               | 小川彩                 | 岡本姫奈         | 五百城茉央             | 池田瑛紗               |
| 2024 Team STAR | 菅原咲月           | 天寿光希               | 中西アルノ             | 一ノ瀬美空       | 冨里奈央               | 川﨑桜                 |

ダーク・キングダム
- クイン・ベリル - 玉置成実（2018、2019）、松原凜子（2024）
- 四天王
  - クンツァイト - 安藤千尋（2018、2019）、飛龍つかさ（2024）
  - ゾイサイト - 小嶋紗里（2018、2019）、明音亜弥（2024）
  - ネフライト - Shin（2018、2019）、留依まきせ（2024）
  - ジェダイト - 武田莉奈（2018、2019）、大原万由子（2024）

シルバー・ミレニアム
- クイーン・セレニティ - 白石麻衣（2018、2019：映像出演）[54][3]、奥田いろは（2024）

その他
- 大阪なる - 山内優花（2018、2019）、上杉柚葉（2024）
- 海野ぐりお - 田上真里奈（2018、2019）、中野美優（2024）
- ルナ[注 13] - 松本美里・若狭博子[注 14]
- アンサンブル
  - 2018 - 河本麻祐子・鏑木真由・齋藤久美子・倉知あゆか・渡邉南・光岡茉美
  - 2019 - 鏑木真由・佐久間夕貴・肥田野好美・大橋美優・小泉もえこ・山下綾佳
  - 2024 - 青木美咲希・ASUKA Yazawa・Amane・池田晴香・池田実桜・伊藤わこ・鈴木南那佳・鈴木美那実・松島朱里・渡邊彩乃

### 登場人物（新シリーズ公演）
|                | 月野うさぎ / ムーン | ちびうさ / ちびムーン                 | 地場衛 / タキシード仮面 | 水野亜美 / マーキュリー | 火野レイ / マーズ | 木野まこと / ジュピター | 愛野美奈子 / ヴィーナス | 天王はるか / ウラヌス | 海王みちる / ネプチューン | 冥王せつな / プルート | 土萠ほたる / サターン |
| -------------- | ------------------- | ------------------------------------- | ----------------------- | ----------------------- | ----------------- | ----------------------- | ----------------------- | --------------------- | ------------------------- | --------------------- | --------------------- |
| かぐや姫の恋人 | 田中梨瑚            | 小林百合香 鎌田英怜奈 ※ダブルキャスト | 蒼羽りく                | 前川歌音                | 小林れい          | 松村キサラ              | 牧野真鈴                | 寺田真珠              | 木下綾菜                  | 南千紗登              | 井手柚花              |

- ルナ（人間の姿） - MARISA
- ルナ - 櫻井佑音
- 宇宙翔 - 沖なつ芽
- 名夜竹姫子 - 玉井七海
- スノー・ダンサー - 小泉もえこ、匂坂あゆ美、長澤綾乃、平野裕理、森本さくら、柳田英理
- プリンセス・スノー・カグヤ - 岡村さやか

## スタッフ
- バンダイ公演（1993年 - 2005年冬）
  - 製作進行 - 東映アニメーション
  - 宣伝 / 広報 - 東映エージエンシー
  - チーフプロデューサー - 竹澤寿之
  - ゼネラルプロデューサー - 山科誠
  - 脚本・演出 - 平光琢也（1994年冬 - 1998年夏）[注 15]、奥村達夫（1999年春）、斉樹潤哉（1999年夏 - 2005年冬）[注 16]
  - 演出 -  野伏翔 （1993年夏 - 1994年初冬）
  - 脚本 -  富田祐弘（1993年夏 - 1994年夏）
  - 作曲 ・編曲・音楽監督 - 小坂明子
  - 作詞 - 冬杜花代子（1993 - 2003年初冬）、斉樹潤哉（2000年夏 - 2005年冬）
  - 作曲 - つのごうじ（「セーラーwar!」のみ）
  - 編曲 - 林有三、山本健司
  - 演出助手・音楽監督助手 - 本宮羽菜（星野羽菜）
  - 振付 - 柳昭子、遠藤あど（2001年夏までは振付助手）
  - 照明 - 柏倉淳一
  - ヘアメイク - 林みゆき
  - 衣装 - 木鋪ミヤコ
  - アクション指導 - 柴原孝典、望月祐多
  - ストーリーアドバイザー - 榎戸洋司（1995年夏）
  - 企画・製作 - バンダイ ライブオフィス、キャズビー
  - 協力 - テレビ朝日ミュージック、ぴあ、日本コロムビア、サンシャイン劇場
  - 後援 - テレビ朝日、講談社「月刊なかよし」
- ネルケプランニング公演（2013年 - 2017年）
  - 主催 - ネルケプランニング、ドワンゴ、講談社
  - 脚本・演出 - 平光琢也
  - 音楽 - 佐橋俊彦
  - 振付 - U★G
  - 美術 - YANG仁榮
  - 音響 - 松山典弘
  - 照明 - 小林英典
  - 映像 - 荒川ヒロキ
  - アクション指導 - 渥美博
  - 衣装 - 屋島裕樹
  - ヘアメイク - 馮啓孝
  - 演出補 - 井関佳子[注 17]
  - 歌唱指導 - 泉忠道
  - 舞台監督 - 今野健一
- 乃木坂46版（2018年、2019年、2024年）
  - 演出 - ウォーリー木下
  - 脚本 - たみお（ユリイカ百貨店）
  - 音楽 - 和田俊輔
  - 作詞 - 新良エツ子
  - 振付 - AOI MATSUO
  - 殺陣 - 冨田昌則[注 18]
  - 美術 - 柴田隆弘
  - 音響 - 山本浩一(2018年)、遠藤宏志(2019年)
  - 音響効果 - 青木タクヘイ
  - 照明 - 吉枝康幸
  - DOTIMAGE - 諌山喜由（2019年）
  - レーザー - 本田祐介（2019年）
  - 映像 - 冨吉剣人
  - 映像協力 - 荒川ヒロキ（2019年）
  - 衣裳 - セイショーコ
  - ヘアメイク - 小林麗子
  - 小道具 - 林屋陽二
  - 特殊造形 - 林屋陽二、下畑和秀（ともに2019年）
  - 人形造形 - 髙橋ちひろ（2018年）、小川ひとみ（2019年）　ともに人形劇団ひとみ座
  - 歌唱指導 - カサノボー晃
  - 稽古ピアノ - 杉田未央
  - 演出助手 - 藤原理恵（2018年〜2019年）、石田恭子（2019年）
  - 舞台監督 - 長島充伸（2018年）、久保健一郎（2019年）
  - 技術監督 - 堀吉行
  - 宣伝美術 - 江口伸二郎（2018年）
  - 宣伝写真 - 三宅祐介 （2018年）
- 新シリーズ版
  - 脚本・演出 - 三浦香
  - 音楽 - 坂部剛
  - 振付 - 當間里美
  - 美術 - 松生紘子
  - 照明 - 鈴木健司（ルポ）
  - 音響 - 遠藤宏志（アコルト）
  - 映像 - 荒川ヒロキ
  - 衣裳 - 牧野iwao純子（ダダグラム）
  - ヘアメイク- 松下よし子（アトリエレオパード）
  - 特殊造形 - 林屋陽二、土屋武史
  - 殺陣 - 市瀬秀和
  - 歌唱指導 - 市川祐子
  - 稽古ピアノ - 田中和音
  - 演出助手 - 國重直也（JOHNNY TIME）
  - 舞台監督 - 倉科史典（キーストーンズ）
  - 宣伝美術 - 江口伸二郎（SENRIN）
  - 宣伝写真 - 三宅祐介
- Super Live版（2018年〜）
  - 演出 - TAKAHIRO (上野隆博) (2018年)、三浦香(2025年)
  - 脚本 - 児玉明子(2018年)、三浦香(2025年)
  - 振付 - TAKAHIRO (上野隆博) (2018年)、當間里美(2025年)
  - 音楽 - ヒャダイン(2018年)、坂部剛／KYOHEI (2025年)
  - 美術 - 松生紘子
  - 照明 - 大波多秀起
  - 音響 - 遠藤宏志（アコルト）
  - 映像 - 荒川ヒロキ（stack pictures）
  - 電飾 - イルミカ東京
  - 衣裳 - 牧野iwao純子（ダダグラム）
  - ヘアメイク - 松下よし子（アトリエレオパード）
  - 特殊造形 - 林屋陽二
  - 特殊小道具 - アトリエ・カオス、MPLUSPLUS
  - ポイ - Yuta（POI LAB）
  - 殺陣 - 市瀬秀和
  - 歌唱指導 - 市川祐子
  - 稽古ピアノ - 田中和音、井高寛朗、浅野直子
  - 演出助手 - 石井麻莉（SPM）、美波利奈、高橋将貴、西谷智美、新田周子
  - 舞台監督 -  辻 泰平（DDR）、中田桃菜（DDR）
  - 技術監督 - 堀 吉行（DDR）
  - アンダースタディ - 山崎里彩、新津昭江、熊田愛里、福田沙奈
  - 宣伝美術 - 重本大輔（FILM）、岡垣吏紗、幸脇亜矢子
  - 宣伝写真 -  三宅祐介

### バンダイによる公演のCD

#### マキシシングル
| 枚 | 発売日       | タイトル                                                                          | 規格品番 |
| -- | ------------ | --------------------------------------------------------------------------------- | -------- |
| 1  | 1993年8月1日 | 美少女戦士セーラームーン ミュージカルテーマ・ソング ラ・ソウルジャー/セーラーWar! | CODC-227 |

#### メモリアルアルバム
| 枚 | 発売日         | タイトル | 規格品番   |
| -- | -------------- | --- | ---------- |
| 1  | 1993年8月21日  | ミュージカル 美少女戦士セーラームーン メモリアルアルバム                                                                      | COCC-10974 |
| 2  | 1994年9月21日  | ミュージカル 美少女戦士セーラームーンS メモリアルアルバム2                                                                    | COCC-11984 |
| 3  | 1995年7月21日  | ミュージカル 美少女戦士セーラームーンSuperS メモリアルアルバム3                                                               | COCC-12738 |
| 4  | 1996年8月1日   | ミュージカル 美少女戦士セーラームーン セーラースターズ メモリアルアルバム4                                                    | COCC-13569 |
| 5  | 1997年7月19日  | ミュージカル 美少女戦士セーラームーン〜永遠伝説〜 メモリアルアルバム5                                                         | COCC-14372 |
| ※  | 1997年7月19日  | ミュージカル 美少女戦士セーラームーン メモリアル音楽集 〜ベスト・サウンド・トラック〜                                         | COCC-14373 |
| 6  | 1998年7月10日  | ミュージカル 美少女戦士セーラームーン〜新・伝説光臨〜 メモリアルアルバム6〜                                                   | COCC-15259 |
| 7  | 1999年3月20日  | ミュージカル 美少女戦士セーラームーン〜かぐや島伝説〜 メモリアルアルバム7〜                                                   | COCX-30329 |
| ※  | 1999年3月20日  | ミュージカル 美少女戦士セーラームーン テーマソングス 1993〜1999                                                               | COCX-30330 |
| 8  | 2000年1月1日   | ミュージカル 美少女戦士セーラームーン〜新 / 変身・スーパー戦士への道 ラストドラクル序曲〜 メモリアルアルバム8〜               | COCX-30780 |
| ※  | 2000年1月1日   | ミュージカル 美少女戦士セーラームーン Best Songs Collection                                                                   | COCC-30781 |
| 9  | 2000年7月29日  | ミュージカル 美少女戦士セーラームーン 決戦 / トランシルバニアの森 〜新登場! ちびムーンを護る戦士達〜 メモリアルアルバム9      | COCX-31039 |
| ※  | 2000年7月29日  | ミュージカル 美少女戦士セーラームーン メモリアル音楽集 Vol.2 〜ベスト・サウンド・トラック〜                                   | COCX-31040 |
| ※  | 2000年12月30日 | ミュージカル 美少女戦士セーラームーン ETERNAL EDITION 〜戦士テーマ曲集+カラオケコレクション〜                                 | COCX-31242 |
| ※  | 2000年12月30日 | ミュージカル 美少女戦士セーラームーン LOVE BALLAD EDITION 〜ラヴソング&バラードコレクション〜                                 | COCX-31243 |
| 10 | 2001年7月20日  | ミュージカル 美少女戦士セーラームーン 〜誕生! 暗黒のプリンセス ブラック・レディ〜 メモリアルアルバム10                        | COCX-31423 |
| ※  | 2001年7月20日  | ミュージカル 美少女戦士セーラームーン Dark Side Edition Best Songs 〜闇からのメロディ〜                                       | COCX-31424 |
| ※  | 2001年12月29日 | ミュージカル 美少女戦士セーラームーン ETERNAL EDITION2 誕生! 暗黒のプリンセス ブラック・レディ【改訂版】 〜惑星ネメシスの謎〜 | COCX-31767 |
| 11 | 2002年7月20日  | ミュージカル 美少女戦士セーラームーン 無限学園 〜ミストレス・ラビリンス〜 メモリアルアルバム11                                | COCX-31915 |
| ※  | 2003年1月1日   | ミュージカル 美少女戦士セーラームーン ETERNAL EDITION3 〜10th ANNIVERSARY Festival〜                                          | COCX-31916 |
| 12 | 2003年7月19日  | ミュージカル 美少女戦士セーラームーン 〜スターライツ・流星伝説〜 メモリアルアルバム12                                         | COCX-32303 |
| ※  | 2003年12月25日 | ミュージカル 美少女戦士セーラームーン メモリアル音楽集 Vol.3 〜ベスト・サウンド・トラック〜                                   | COCX-32470 |
| 13 | 2004年7月21日  | ミュージカル 美少女戦士セーラームーン 〜新・かぐや島伝説〜 メモリアルアルバム13                                               | COCX-32832 |
| ※  | 2004年12月22日 | ミュージカル 美少女戦士セーラームーン マリナムーンスペシャルエディション                                                      | COCX-33055 |

### ネルケプランニングによる公演のCD
- 『ミュージカル「美少女戦士セーラームーン」-Amour Eternal- LIVE CD』（『Le Mouvement Final』公演会場限定販売[55]）
- 『ミュージカル「美少女戦士セーラームーン」-Le Mouvement Final-LIVE CD TypeA』（『Le Mouvement Final』公演DVD アニメイト購入特典[56]）
- 『ミュージカル「美少女戦士セーラームーン」-Le Mouvement Final-LIVE CD TypeB』（『Le Mouvement Final』公演DVD セーラームーン公式ファンクラブ「Pretty Guardians」通販購入特典[56]）